# What Is Dead May Never Die
"What Is Dead May Never Die" (em português:  "O Que Está Morto Jamais Morrerá") é o terceiro episódio da segunda temporada da série de fantasia medieval Game of Thrones. Ele foi exibido pela primeira vez em 15 de abril de 2012 nos Estados Unidos pela HBO. O episódio foi escrito pelo editor de histórias Bryan Cogman e dirigido por Alik Sakharov, diretor de fotografia de quatro episódios da primeira temporada.
O enredo continua a partir dos eventos estabelecidos nos episódios anteriores: o resultado da investigação de Jon Snow sobre Craster, a viagem de Catelyn Stark para as Terras da Tempestade para pedir a ajuda de Renly Baratheon na luta contra os Lannister, o conflito interno de Theon sobre sua lealdade, Tyrion Lannister usando sua inteligência para descobrir o espião de sua irmã dentro do Pequeno Conselho, e Arya sendo consolada por Yoren. O título do episódio é tirado de uma oração usada nas Ilhas de Ferro, lar dos adoradores do Deus Afogado.

## Enredo

### Em Porto Real
Tyrion Lannister tenta fazer com que Shae se torne uma ajudante de cozinha, porém ela se recusa. A solução que ele encontra e fazer com que ela vire uma das ais de Sansa Stark. Naquela noite, a Rainha Regente Cersei Lannister janta junto com seus filhos, Tommen e Myrcella, e Sansa, discutindo a guerra e o casamento de Sansa com o Rei Joffrey.
Mais tarde, Tyrion conta ao Grande Meistre Pycelle que ele planeja forjar uma aliança com a Casa Martell ao casar Myrcella com o filho mais novo da família. Pouco depois, ele tem a mesma conversa com Lorde Varys, porém nessa versão, ele diz pretender casar Myrcella com Theon Greyjoy. Finalmente, ele discute a situação uma última vez, com Petyr Baelish, dizendo que pretende casá-la com Robin Arryn. Em todas as conversas, Tyrion os faz prometer que nada será contado à rainha. Quando Cersei o confronta sobre enviar Myrcella para os Martell, confirmando que Pycelle era o espião, Tyrion o prende e o envia para as masmorras, com Pycelle confessando tendo dito à Rainha que Jon Arryn havia descoberto seu caso com Jaime. Quando Mindinho percebe que foi enganado, ele também confronta Tyrion, que o envia em uma nova missão: encontrar Catelyn Stark nas Terras da Tempestade para convencê-la a soltar Jaime.

### Além da Muralha
Craster retorna com Jon Snow e ordena que os homens da Patrulha da Noite deixem suas terras. Lorde Comandante Jeor Mormont admite para Jon que ele sabia sobre os sacrifícios que Craster fazia com seus Filhos, afirmando que ele é indispensável nas campanhas da Patrulha para além da Muralha.

### Em Winterfell
Bran tem outro sonho em que ele é seu lobo gigante, Verão. Quando ele pergunta à Meistre Luwin sobre seus sonhos, Luwin responde que, apesar de seus estudos, a magia não existe mais, que todos os dragões morreram e que os sonhos nem sempre se tornam realidade.

### Nas Terras da Tempestade
O autocoroado Rei Renly Baratheon e sua esposa recém-casada, Margaery Tyrell, assistem a um torneio em que o irmão da rainha, Sor Loras, luta contra Brienne de Tarth. Catelyn chega a tempo de ver Brienne vencer Loras e pedir um lugar na Guarda Real; Renly concorda, aborrecendo Loras. O rei afirma estar confiante que seu exército de 100 mil homens é forte o bastante para derrotar os Lannister, porém Catelyn o faz lembrar que eles são inexperientes. Mais tarde, Loras se recusa a fazer sexo com Renly até o rei consumar o casamento com Margaery. Quando Renly não consegue, Margaery revela saber sobre a relação de seu marido com seu irmão, porém insiste para que eles continuem tentando até ela engravidar para que a aliança entre suas casas seja selada.

### Nas Ilhas de Ferro
Balon Greyjoy planeja sua guerra contra o Norte junto com seus filhos, Yara e Theon. Theon protesta em favor da aliança com os Stark, porém Balon se recusa e lembra seu filho que os Greyjoy "não semeiam". Yara diz à Theon para ele escolher sua lealdade rápido: os Stark ou os Greyjoy. Ele escreve uma carta para Robb avisando sobre os planos de seu pai, porém a queima antes de enviá-la. Para provar sua lealdade, ele é batizado em nome da divindade principal das Ilhas de Ferro – o Deus Afogado.

### Na caravana para a Muralha
Arya conversa com Yoren sobre a execução de seu pai, antes de ouvirem uma corneta de guerra. Sor Amory Lorch, vassalo dos Lannister, exige que o patrulheiro entregue Gendry, porém Yoren se recusa. Uma batalha começa e Yoren é morto. Arya dá a Jaqen H'ghar uma machado para que ele e seus companheiros escapem de um incêndio antes de ser capturada. Lorch ordena que os sobreviventes sejam levados para Harrenhal, porém quando Lommy Mãos-Verdes diz não poder andar por ter sido atingido por uma flecha, Polliver o mata. Lorch exige que os sobreviventes entreguem Gendry, porém Arya diz a Lorch que Lommy era Gendry.

## Produção

### Roteiro
"What Is Dead May Never Die" foi escrito pelo editor de histórias Bryan Cogman, baseado no romance A Clash of Kings de George R. R. Martin. Cogman, que é responsável por manter a bíblia da série e já havia escrito o quarto episódio da primeira temporada, estava presente no cenário em todos os dias das filmagens. Os capítulos do livro incluidos neste episódio foram Arya IV, Tyrion IV, Arya V, Catelyn II, Bran IV (capítulos 15, 18, 20, 23 e 29) e também as partes de Theon II e Tyrion V (21 e 25) que não haviam sido incluidas no episódio anterior.

"A cena do 'queimar a carta' foi interessante – não era nossa ideia. [...] Mas havia algo faltando – e no final, tinha de se voltar para Robb. Na nossa versão da história, Theon é bem próximo dele – é o irmão que ele nunca teve. E eu queria levá-lo ao ponto de trair seu próprio sangue – então foi daí que veio a cena de avisar Robb. No início, ela era mais elaborada – ele iria escrever a carta, selá-la e quase entregá-la à um mestre – [...] seria mais uma cena/cena. Porém nunca funcionou, então fizemos o ato simples...
Ajudou o fato de Alfie [Allen] estar incrivelmente fantástico na cena e que Alik Sakharov a dirigiu como algo enorme – significando que ele a deu o mesmo tempo e atenção que uma cena "grande". Ele fez tomada após tomada após tomada com Alfie tentando modos diferentes – perfeição."

— Bryan Cogman, roteirista
As cenas que se passam nas Ilhas de Ferro foram criadas especificamente para a série, já que o livro faz um salto da revelação de Balon sobre atacar o Norte para Theon supervisionando as preparações do ataque. Para mostrar a transição e os sentimentos de Theon quando sua lealdade muda, Cogman incluiu a cena em que ele escreve uma carta para Robb, queimando-a logo em seguida, e o ritual de batismo na costa de Pyke. Cogman disse que, apesar das cenas terem poucos diálogos, elas são as que lhe dão mais orgulho neste episódio.
Outra cena criada para o programa foi o jantar entre Cersei, seus filhos e Sansa, que foi escrita para lembrar ao público quem é Myrcella, já que seus casamentos em potencial seriam discutidos durante episódio. Aimee Richardson, a atriz que interpreta Myrcella e que apareceu em vários episódios da primeira temporada, enviou uma mensagem à Cogman lhe agradecendo pelas "falas" na cena.
A cena final também teve ser alterada em relação ao livro devido a restrições impostas pela locação, o cronograma de filmagens, e restrições de tempo para os atores mirins. O primeiro rascunho era similar ao livro, com Arya, Gendry, Torta Quente e Lommy fugindo para serem capturados posteriormente, porém foi decidido combinar as duas cenas. Cogman ficou decepcionado por ter de cortar uma de suas cenas favoritas dos livros: Arya e Torta Quente atacando ao mesmo tempo que gritam "Winterfell" e "Torta Quente".

### Seleção de elenco
O episódio marca a primeira aparição de duas personagens de grande importância para o resto da série: Senhora Margaery Tyrell, rainha de Renly Baratheon, e Brienne de Tarth, integrante da Guarda Real de Renly. Natalie Dormer foi escolhida como Rainha Margaery, se juntando ao elenco regular da série. Sua personagem foi envelhecida em relação a sua contraparte do livro (Dormer tinha 29 anos durante as gravações da temporada, enquanto Margaery têm 15 anos nos livros), e seu papel foi expandido.
Para o papel de Brienne, os produtores escolheram a atriz inglesa Gwendoline Christie. De acordo com George R. R. Martin, autor dos livros que a série se baseia, quando ele viu os testes para o papel, havia "uma dúzia de atrizes que estavam lendo para Brienne e uma atriz que era Brienne", e que esse foi um caso em que não houve nenhum debate. Por sua alta estatura, 1,91 m, ela foi considerada pelos fãs como uma possível candidata ao papel, com um até enviando um e-mail para seu agente. Christie já conhecia o papel e achou que poderia se relacionar com a personagem depois de ter sido caçoada quando criança por ser alta e por ter uma aparência andrógina. Depois de decidir fazer o teste, ela leu os livros, começou a se exercitar e ter aulas de kickboxing, e até passou a usar roupas mais unissexuais para aumentar sua masculinidade. Depois de ser escolhida para o papel ela continuou seus treinamentos, também tendo extensas aulas de lutas de espadas e de como andar a cavalo. O último passo em seu processo de transformação foi cortar seu longo cabelo, que ela achou muito perturbador já que ele era sua última ligação com seu antigo eu. Um dia depois de ter cortado o cabelo, ela foi para seu quarto de hotel e chorou.

### Filmagens

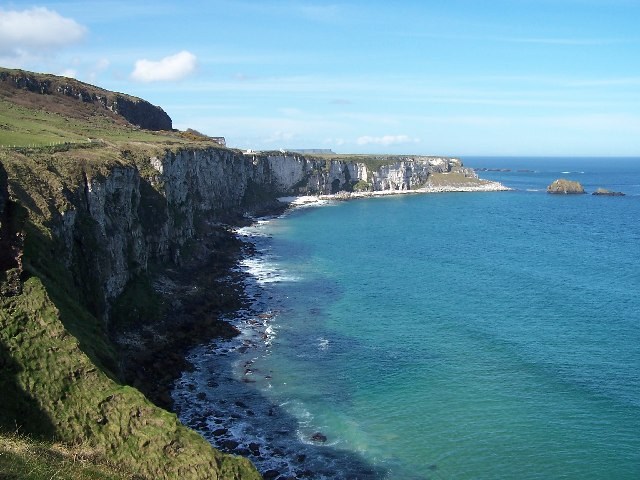
A Baía de Larrybane serviu como locação para o acampamento das tropas de Renly Baratheon.

O acampamento das tropas de Renly Baratheon foi construído na pedreira de Larrybane, na Baía da Larrybane perto de Carrick-a-Rede, Irlanda do Norte. Em 12 de setembro de 2011, durante as filmagens em Larrybane, fortes ventos causados pela passagem do Furacão Katia destruíram uma tenda armada com metal e machucou levemente cinco figurantes. Além disso, as condições climáticas extremas fizeram com que algumas das imagens ficassem inutilizáveis, e a equipe de produção teve de reconstruir os cenários no final de outubro e refilmar algumas cenas. Entre as cenas que tiveram de ser refilmadas estavam o duelo entre Brienne e Loras, e a chegada de Catelyn Stark ao acampamento.

## Repercussão

### Audiência
"What Is Dead May Never Die" atraiu uma audiência de aproximadamente 3,8 milhões de telespectadores em sua primeira exibição, mantendo os mesmos números conseguidos pelos dois primeiros episódios da temporada. Sua primeira reprise, que foi ao ar na mesma noite, atraiu outros 776.000 telespectadores, para um audiência total de 4,5 milhões em sua primeira noite.